# Persone di cognome Sun
| Questa pagina contiene informazioni ricavate automaticamente dalle voci biografiche con l'ausilio del template Bio e di un bot. L'aggiornamento è periodico e automatico e ricostruisce completamente la pagina. Se manca una persona in questa lista, sei pregato di non aggiungerla, ma accertati piuttosto che la sua voce biografica contenga il template Bio e che i dati anagrafici siano correttamente compilati. Se il template Bio manca, inseriscilo tu stesso o, in alternativa, metti l'avviso {{tmp\|Bio}} che ne segnala la mancanza. Se i dati riportati sono sbagliati, correggi direttamente la voce biografica; le modifiche saranno visibili in questa lista entro pochi giorni. Per chiarimenti vedi il progetto antroponimi. La lista contiene solo le 70 persone che sono citate nell'enciclopedia e per le quali è stato implementato correttamente il template Bio. Pagina aggiornata al 7 giu 2025. |

Questa è una lista di persone presenti nell'enciclopedia che hanno il cognome Sun, suddivise per attività principale.

## Allenatori di calcio(2)
- Sun Bowei, allenatore di calcio e ex calciatore cinese (n. 1968)
- Sun Jianjun, allenatore di calcio e ex calciatore cinese (Tientsin, n. 1973)

## Artisti(1)
- Sun Yuan e Peng Yu, artista cinese (Pechino, n. 1972)

## Artisti marziali(1)
- Sun Lutang, artista marziale cinese (n. 1860 - † 1933)

## Astronomi(2)
- Sun Guoyou, astronomo cinese (Wenzhou, n. 1984)
- Sun Peiyuan, astronomo cinese (Tai'an, n. 1994)

## Attori(2)
- Sun Daolin, attore e regista cinese (Pechino, n. 1921 - Shanghai, † 2007)
- Chin Han, attore taiwanese (Shanghai, n. 1946)

## Attrici(2)
- Betty Sun, attrice cinese (Shanghai, n. 1982)
- Sabine Sun, attrice francese (Antibes, n. 1933 - † 2014)

## Attrici pornografiche(1)
- Nikki Sun, ex attrice pornografica ceca (Děčín, n. 1978)

## Biatlete(1)
- Sun Ribo, ex biatleta cinese (Zhangwu, n. 1976)

## Bobbisti(1)
- Gregory Sun, ex bobbista trinidadiano (Port of Spain, n. 1962)

## Calciatori(5)
- Sun Ji, ex calciatore cinese (Shanghai, n. 1982)
- Sun Jie, calciatore cinese (Dalian, n. 1991)
- Sun Jihai, ex calciatore cinese (Dalian, n. 1977)
- Sun Ke, calciatore cinese (Xuzhou, n. 1989)
- Sun Minghui, ex calciatore e ex giocatore di calcio a 5 cinese (n. 1971)

## Calciatrici(1)
- Sun Wen, ex calciatrice cinese (Shanghai, n. 1973)

## Cantanti(3)
- Sun Nan, cantante cinese (Dalian, n. 1969)
- Stefanie Sun, cantante singaporiana (Singapore, n. 1978)
- Tony Sun, cantante, attore e conduttore televisivo taiwanese (Taipei, n. 1978)

## Cestiste(4)
- Sun Chieh-ping, ex cestista taiwanese (n. 1983)
- Sun Mengran, cestista cinese (Tientsin, n. 1992)
- Sun Mengxin, ex cestista cinese (Zibo, n. 1993)
- Sun Ying, ex cestista cinese (n. 1967)

## Cestisti(5)
- Sun Fengwu, ex cestista e allenatore di pallacanestro cinese (Jilin, n. 1962)
- Sun Jun, ex cestista cinese (Changchun, n. 1969)
- Sun Minghui, cestista cinese (Jilin, n. 1996)
- Sun Mingming, ex cestista cinese (Harbin, n. 1983)
- Sun Yue, ex cestista cinese (Cangzhou, n. 1985)

## Dirigenti sportivi(1)
- Sun Xiang, dirigente sportivo, allenatore di calcio e ex calciatore cinese (Shanghai, n. 1982)

## Generali(3)
- Sun Chuanfang, generale e politico cinese (Distretto di Licheng, n. 1885 - Tianjin, † 1935)
- Sun Jian, generale cinese (Fuyang, n. 155 - † 191)
- Sun Li-jen, generale cinese (Jinnu, n. 1900 - Taichung, † 1990)

## Ginnaste(1)
- Sun Dan, ginnasta cinese (Liaoning, n. 1986)

## Ginnasti(1)
- Sun Wei, ginnasta cinese (Nantong, n. 1995)

## Imperatori(1)
- Sun Quan, imperatore cinese (Suzhou, n. 182 - Jianye, † 252)

## Ingegnere(1)
- Sun Yafang, ingegnere e dirigente d'azienda cinese (n. 1955)

## Ingegneri(1)
- Da-Wen Sun, ingegnere cinese (Chaozhou, n. 1960)

## Insegnanti(1)
- Sun Tong, insegnante cinese (Tai'an, n. 1722)

## Judoka(1)
- Sun Fuming, ex judoka cinese (n. 1974)

## Lottatrici(1)
- Sun Yanan, lottatrice cinese (n. 1992)

## Medici(1)
- Sun Simiao, medico cinese (n. 581 - † 682)

## Mezzofondiste(1)
- Sun Yingjie, ex mezzofondista cinese (n. 1979)

## Modelle(1)
- Fei Fei Sun, modella cinese (Weifang, n. 1989)

## Nuotatori(1)
- Sun Yang, nuotatore cinese (Hangzhou, n. 1991)

## Nuotatrici(2)
- Sun Ye, ex nuotatrice cinese (Shanghai, n. 1989)
- Sun Wenyan, sincronetta cinese (Changsha, n. 1989)

## Pattinatrici di short track(2)
- Sun Dandan, ex pattinatrice di short track cinese (Changchun, n. 1978)
- Sun Linlin, pattinatrice di short track cinese (Dandong, n. 1988)

## Politiche(1)
- Sun Chunlan, politica cinese (Contea di Raoyang, n. 1950)

## Politici(1)
- Sun Yat-sen, politico cinese (Xiangshan, n. 1866 - Pechino, † 1925)

## Principesse(1)
- Sun Luban, principessa cinese

## Registi(3)
- Sun Jing, regista, attore e sceneggiatore cinese (Contea di Shou, n. 1912 - † 1979)
- Sun Mingjing, regista cinese (Nanchino, n. 1911 - Pechino, † 1992)
- Sun Yu, regista cinese (Chongqing, n. 1900 - Shanghai, † 1990)

## Schermidori(1)
- Sun Gang, schermidore cinese (n. 1993)

## Schermitrici(3)
- Sun Yujie, schermitrice cinese (Anshan, n. 1992)
- Sun Hongyun, ex schermitrice cinese (n. 1962)
- Sun Yiwen, schermitrice cinese (n. 1992)

## Sciatori freestyle(1)
- Sun Jiaxu, sciatore freestyle cinese (Jilin, n. 1999)

## Tennistavoliste(2)
- Sun Jin, ex tennistavolista cinese (n. 1980)
- Sun Yingsha, tennistavolista cinese (Shijiazhuang, n. 2000)

## Tenniste(3)
- Lulu Sun, tennista neozelandese (Te Anau, n. 2001)
- Sun Shengnan, ex tennista cinese (Pechino, n. 1987)
- Sun Tiantian, ex tennista cinese (Zhengzhou, n. 1981)

## Tuffatori(1)
- Sun Shuwei, tuffatore cinese (Jieyang, n. 1976)

## Senza attività specificata(2)
- Sun Yaoting, cinese (Tientsin, n. 1902 - Pechino, † 1996)
- Sun Zhifeng, ex snowboarder cinese (Changchun, n. 1991)